# 긁개

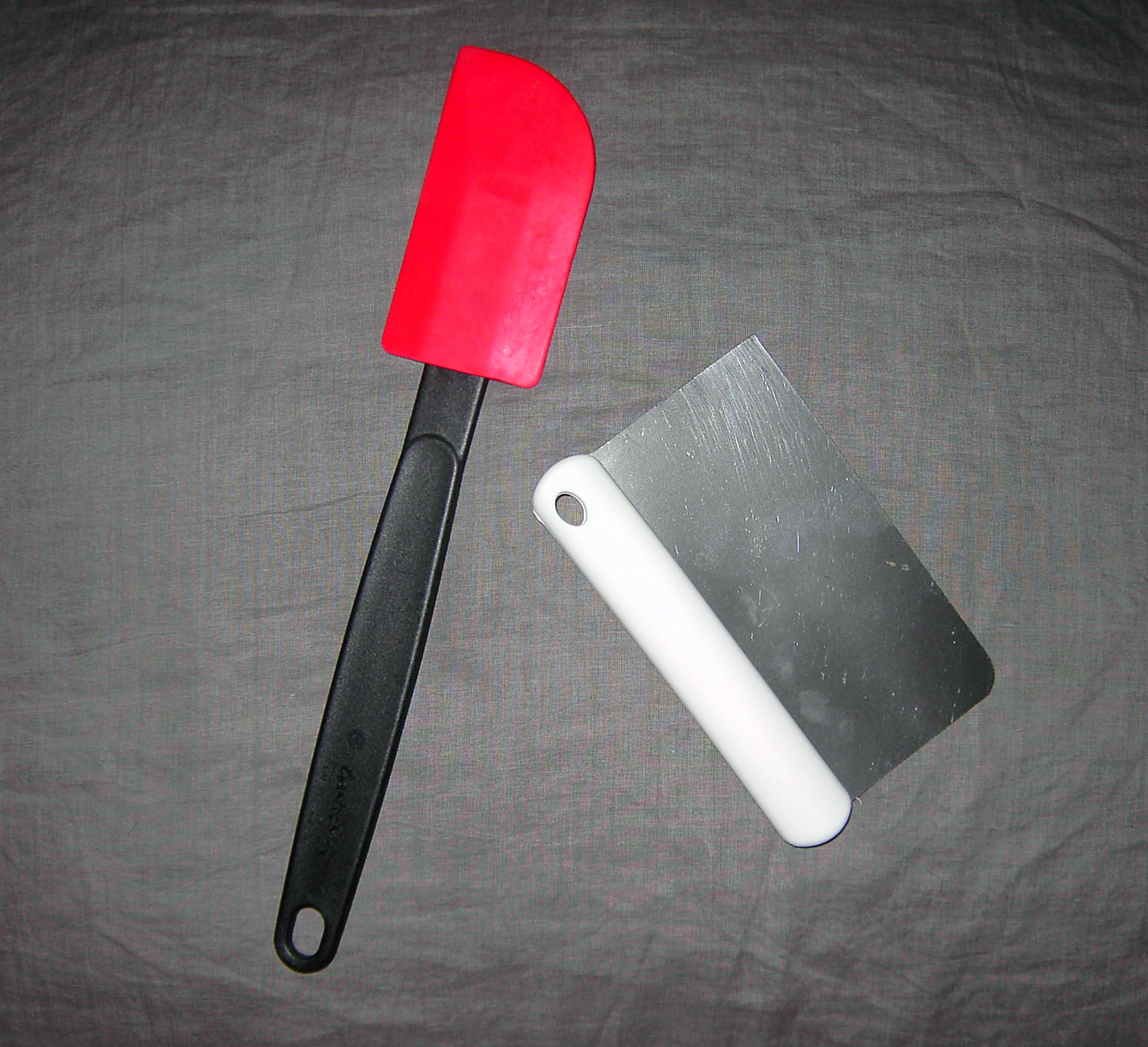
실리콘 주걱과 반죽칼

긁개(영어: scraper 스크레이퍼[*])는 그릇이나 팬, 그릴 등을 긁는 도구이다.

## 사진

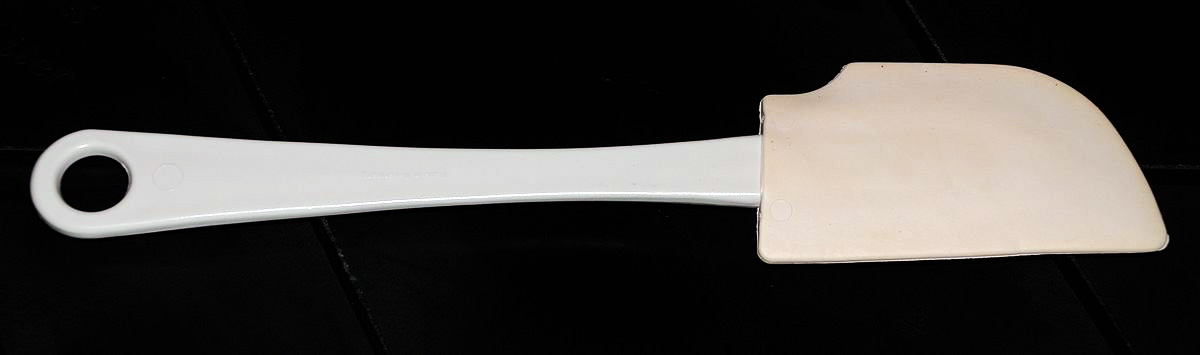
그릇 긁개
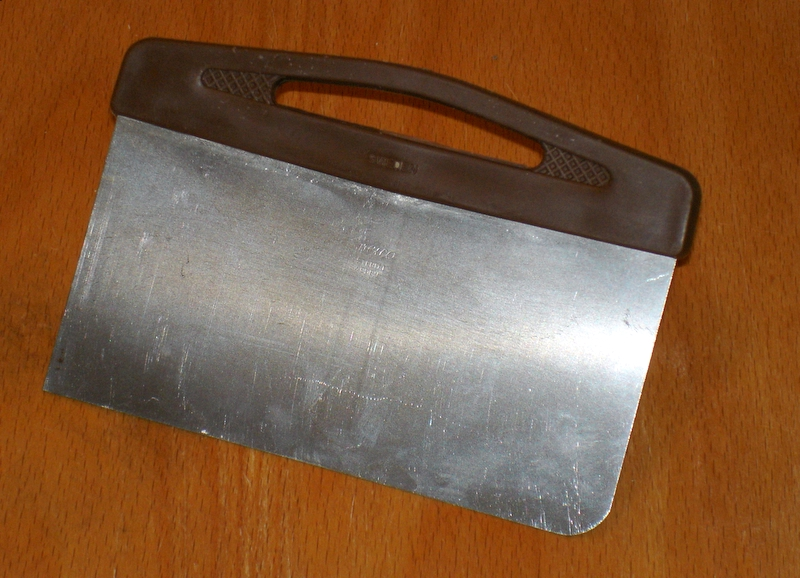
반죽 긁개
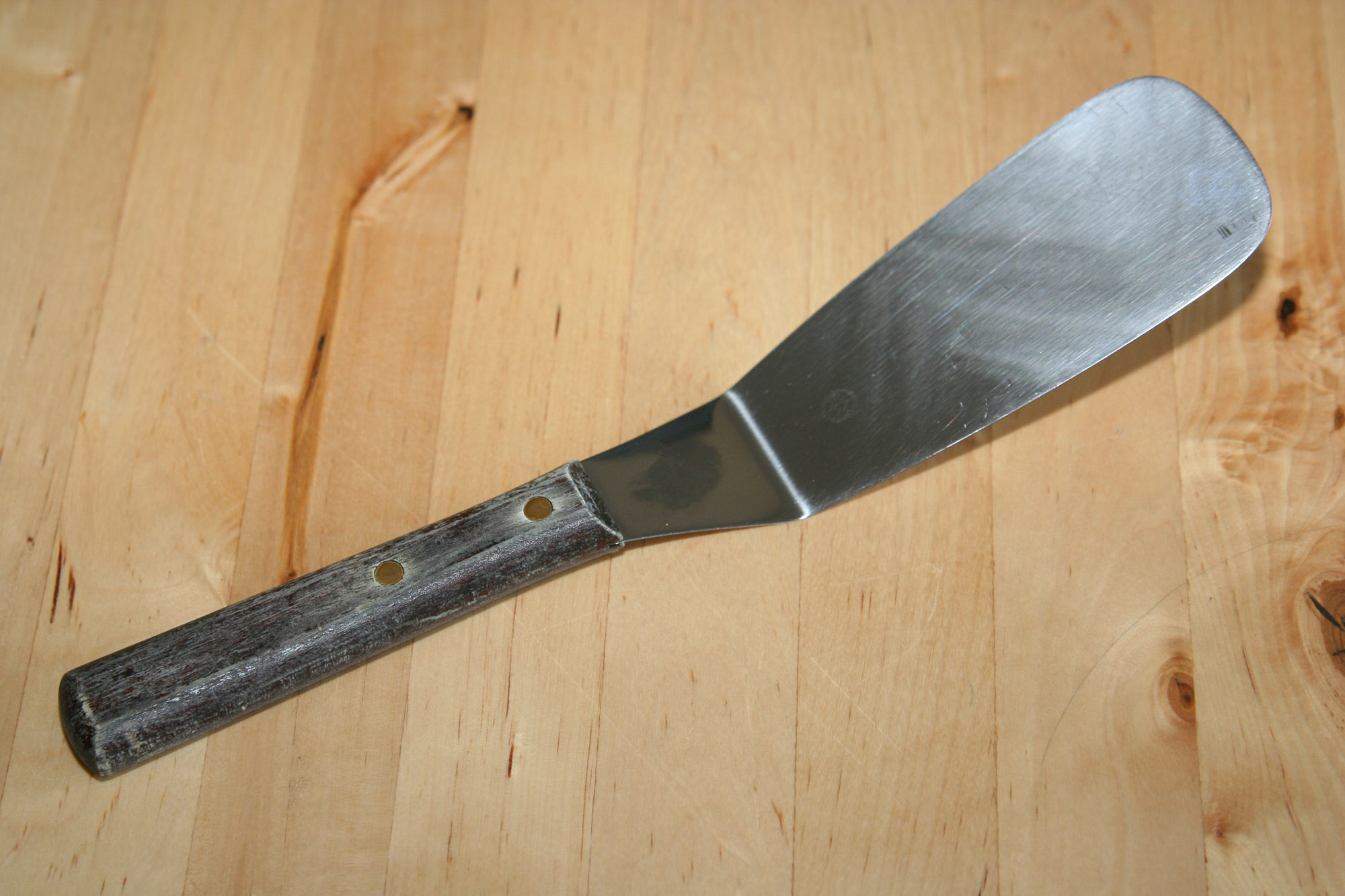
팬 긁개

## 같이 보기
- 뒤집개
- 미장칼
- 스패튤러
- 주걱
- 코코넛 긁개